# Gonomyia mizoensis
Gonomyia mizoensis är en tvåvingeart som beskrevs av Alexander 1963. Gonomyia mizoensis ingår i släktet Gonomyia och familjen småharkrankar. Inga underarter finns listade i Catalogue of Life.